# Almira Sessions
Almira Sessions (Washington, 16 settembre 1888 – Los Angeles, 3 agosto 1974) è stata un'attrice statunitense.
È apparsa in oltre 120 film dal 1932 al 1971 ed è stata accreditata in più di 40 produzioni per la TV dal 1950 al 1972.

## Biografia
Almira Sessions nacque a Washington il 16 settembre 1888. Debuttò nel cinema agli inizi degli anni trenta e in televisione agli inizi degli anni cinquanta.
Nel 1936 fu miss Katzenjammer nella prima dell'operetta Al cavallino bianco con Kitty Carlisle e Buster West nel Center Theater di New York.
Per il grande schermo interpretò, tra gli altri, Elaine Wingate in Anime allo specchio (1941), Tessie Conarchy in Three Girls About Town (1941), zia Maude in Henry Aldrich's Little Secret (1944), cugina Zinny in La morte al di là del fiume (1949), Mrs. Hardwig in Joe Palooka in Humphrey Takes a Chance (1950), Mrs. Ida Dunsetter in Calling Homicide (1956), Emma Hodak in Lo strangolatore di Boston (1968) e Carrie Smith (il suo ultimo ruolo cinematografico) in Willard e i topi (1971).
Collezionò molte altre partecipazioni dagli anni cinquanta in veste di guest star o di interprete di ruoli perlopiù minori in numerosi episodi per serie televisive. Nel 1972 recitò in un episodio della serie Love, American Style, che resta la sua ultima apparizione per il teleschermo.
Morì a Los Angeles il 3 agosto 1974 e fu seppellita all'Hollywood Forever Cemetery di Hollywood.

## Filmografia

### Cinema
- The Symphony Murder Mystery, regia di Joseph Henabery - cortometraggio (1932)
- Wayward, regia di Edward Sloman (1932)
- Paul Revere, Jr., regia di Roy Mack - cortometraggio (1933)
- Two Boobs in a Balloon, regia di Lloyd French - cortometraggio (1935)
- Radio Rascals, regia di William Watson - cortometraggio (1935)
- Shake, Mr. Shakespeare, regia di Roy Mack - cortometraggio (1936)
- The Big Courtship, regia di William Watson - cortometraggio (1937)
- Flowers from the Sky, regia di Roy Mack - cortometraggio (1937)
- The Ramparts We Watch, regia di Louis De Rochemont (1940)
- Little Nellie Kelly, regia di Norman Taurog (1940)
- Jennie, regia di David Burton (1940)
- Passione di amazzoni (Chad Hanna), regia di Henry King (1940)
- Anime allo specchio (She Knew All the Answers), regia di Richard Wallace (1941)
- Blondie in Society, regia di Frank R. Strayer (1941)
- Fiori nella polvere (Blossoms in the Dust), regia di Mervyn LeRoy (1941)
- Ringside Maisie, regia di Edwin L. Marin (1941)
- Serenata a Vallechiara (Sun Valley Serenade), regia di H. Bruce Humberstone (1941)
- Three Girls About Town, regia di Leigh Jason (1941)
- I dimenticati (Sullivan's Travels), regia di Preston Sturges (1941)
- Obliging Young Lady (1942)
- Musica sulle nuvole (I Married an Angel) (1942)
- Blondie for Victory (1942)
- Mia sorella Evelina (My Sister Eileen) (1942)
- Happy Go Lucky (1943)
- Il segreto del golfo (Assignment in Brittany) (1943)
- La fortuna è bionda (Slightly Dangerous) (1943)
- Presenting Lily Mars (1943)
- Alba fatale (The Ox-Bow Incident) (1943)
- Young Ideas (1943)
- Seeing Nellie Home (1943)
- My Kingdom for a Cook (1943)
- The Heat's On (1943)
- Madame Curie (1943)
- Il miracolo del villaggio (The Miracle of Morgan's Creek) (1944)
- Henry Aldrich's Little Secret (1944)
- Bellezze al bagno (Bathing Beauty) (1944)
- Dixie Jamboree (1944)
- I Love a Soldier (1944)
- Maisie Goes to Reno (1944)
- Ragazze indiavolate (The Doughgirls) (1944)
- San Diego, ti amo (San Diego I Love You) (1944)
- California (Can't Help Singing), regia di Frank Ryan (1944)
- Il coraggio delle due (Two O'Clock Courage) (1945)
- L'uomo del Sud (The Southerner) (1945)
- The All-Star Bond Rally (1945)
- Festa d'amore (State Fair) (1945)
- Non volle dir sì (She Wouldn't Say Yes) (1945)
- Woman Who Came Back (1945)
- Il diario di una cameriera (The Diary of a Chambermaid) (1946)
- Fear (1946)
- Ogni donna ha il suo fascino (Do You Love Me) (1946)
- Notte e dì (Night and Day) (1946)
- The Missing Lady (1946)
- Bionda fra le sbarre (Cross My Heart) (1946)
- La vita è meravigliosa (It's a Wonderful Life) (1946)
- West of Dodge City (1947)
- Monsieur Verdoux (1947)
- For the Love of Rusty (1947)
- Love and Learn (1947)
- E ora chi bacerà (I Wonder Who's Kissing Her Now) (1947)
- Merton of the Movies (1947)
- Il giudice Timberlane (Cass Timberlane) (1947)
- La moglie del vescovo (The Bishop's Wife) (1947)
- La strada della felicità (On Our Merry Way) (1948)
- La sposa ribelle (The Bride Goes Wild) (1948)
- Arthur Takes Over (1948)
- La bella imprudente (Julia Misbehaves) (1948)
- Il buon samaritano (Good Sam) (1948)
- Amore sotto i tetti (Apartment for Peggy) (1948)
- Abbandonata in viaggio di nozze (Family Honeymoon) (1948)
- Orchidea bionda (Ladies of the Chorus) (1948)
- Dynamite (1949)
- Facciamo il tifo insieme (Take Me Out to the Ball Game) (1949)
- Sempre più notte (Night Unto Night) (1949)
- La fonte meravigliosa (The Fountainhead) (1949)
- La morte al di là del fiume (Roseanna McCoy) (1949)
- Chicago, bolgia infernale (Undertow) (1949)
- Più forte dell'odio (Montana) (1950)
- La legge del silenzio (Black Hand) (1950)
- Kill the Umpire (1950)
- Credimi (Please Believe Me) (1950)
- Joe Palooka in Humphrey Takes a Chance (1950)
- Ai vostri ordini signora! (Fancy Pants), regia di George Marshall (1950)
- The Old Frontier (1950)
- L'allegra fattoria (Summer Stock) (1950)
- Harvey (1950)
- The Blazing Sun (1950)
- Hollywood Honeymoon (1951)
- I lancieri del Dakota (Oh! Susanna) (1951)
- Il ratto delle zitelle (The Lemon Drop Kid) (1951)
- Rodolfo Valentino (Valentino) (1951)
- Gli amori di Cristina (A Millionaire for Christy) (1951)
- È arrivato lo sposo (Here Comes the Groom) (1951)
- Journey Into Light (1951)
- La sceriffa dell'Oklahoma (Oklahoma Annie) (1952)
- Il giardino incantato (Jack and the Beanstalk) (1952)
- Il conquistatore del West (Wagons West) (1952)
- Gardenia blu (The Blue Gardenia) (1953)
- Prendeteli vivi o morti (Code Two) (1953)
- Il sole splende alto (The Sun Shines Bright) (1953)
- Cavalca vaquero! (Ride, Vaquero!) (1953)
- Sweethearts on Parade (1953)
- The Affairs of Dobie Gillis (1953)
- Notturno selvaggio (The Moonlighter) (1953)
- Paris Model (1953)
- Eternamente femmina (Forever Female) (1953)
- L'avamposto dell'inferno (Hell's Outpost) (1954)
- Il figliuol prodigo (The Prodigal) (1955)
- È sempre bel tempo (It's Always Fair Weather) (1955)
- Gioventù bruciata (Rebel Without a Cause) (1955)
- L'ora scarlatta (The Scarlet Hour) (1956)
- Calling Homicide (1956)
- Amami teneramente (Loving You) (1957)
- L'animale femmina (The Female Animal) (1958)
- Gli uomini della terra selvaggia (The Badlanders) (1958)
- Andy Hardy Comes Home (1958)
- Estate e fumo (Summer and Smoke) (1961)
- Paradise Alley (1962)
- Sotto l'albero yum yum (Under the Yum Yum Tree) (1963)
- Smania di vita (A Rage to Live) (1965)
- Questi pazzi agenti segreti! (The Last of the Secret Agents?) (1966)
- L'ora della furia (Firecreek) (1968)
- Rosemary's Baby - Nastro rosso a New York (Rosemary's Baby) (1968)
- Lo strangolatore di Boston (The Boston Strangler) (1968)
- Tick... tick... tick... esplode la violenza (...tick... tick... tick...) (1970)
- L'uomo caffellatte (Watermelon Man) (1970)
- Willard e i topi (Willard) (1971)

### Televisione
- Il cavaliere solitario (The Lone Ranger) – serie TV, 2 episodi (1950)
- Dick Tracy – serie TV, 2 episodi (1950)
- Wild Bill Hickok (Adventures of Wild Bill Hickok) – serie TV, 3 episodi (1951-1955)
- The Adventures of Kit Carson – serie TV, un episodio (1951)
- Adventures of Superman – serie TV, 2 episodi (1952-1953)
- Cisco Kid (The Cisco Kid) – serie TV, 3 episodi (1952-1953)
- Le avventure di Gene Autry (The Gene Autry Show) – serie TV, un episodio (1952)
- The Adventures of Ozzie & Harriet – serie TV, un episodio (1953)
- I Married Joan – serie TV, un episodio (1953)
- Hopalong Cassidy – serie TV, un episodio (1953)
- The Life of Riley – serie TV, un episodio (1954)
- Public Defender – serie TV, un episodio (1954)
- December Bride – serie TV, 3 episodi (1955-1957)
- Letter to Loretta – serie TV, un episodio (1955)
- Mickey Rooney Show (The Mickey Rooney Show) – serie TV, episodio 1x32 (1955)
- Annie Oakley – serie TV, un episodio (1955)
- Tales of the Texas Rangers – serie TV, un episodio (1955)
- Lassie – serie TV, un episodio (1955)
- Il sergente Preston (Sergeant Preston of the Yukon) – serie TV, un episodio (1956)
- Le avventure di Rin Tin Tin (The Adventures of Rin Tin Tin) – serie TV, un episodio (1956)
- Cheyenne – serie TV, un episodio (1957)
- The Bob Cummings Show – serie TV, un episodio (1957)
- Bachelor Father – serie TV, un episodio (1957)
- L'uomo ombra (The Thin Man) – serie TV, un episodio (1958)
- Alfred Hitchcock presenta (Alfred Hitchcock Presents) – serie TV, 2 episodi (1959-1960)
- Disneyland – serie TV, un episodio (1959)
- The Dennis O'Keefe Show – serie TV, un episodio (1959)
- The Donna Reed Show – serie TV, un episodio (1960)
- Surfside 6 – serie TV, un episodio (1960)
- The Ann Sothern Show – serie TV, un episodio (1961)
- Lawman – serie TV, un episodio (1961)
- I mostri (The Munsters) – serie TV, un episodio (1964)
- I forti di Forte Coraggio (F Troop) – serie TV, un episodio (1965)
- O.K. Crackerby! – serie TV, un episodio (1965)
- Laredo – serie TV, un episodio (1967)
- CBS Playhouse – serie TV, un episodio (1967)
- The Andy Griffith Show – serie TV, un episodio (1968)
- The Carol Burnett Show – serie TV, un episodio (1968)
- The Over-the-Hill Gang – film TV (1969)
- Marcus Welby (Marcus Welby, M.D.) – serie TV, un episodio (1970)
- Mistero in galleria (Night Gallery) – serie TV, un episodio (1970)
- Love, American Style – serie TV, un episodio (1972)